# Statue de Jean-Sébastien Bach
La Statue de Jean-Sébastien Bach (en allemand: Neues Bachdenkmal, Nouveau monument Bach) est un monument dédié au compositeur et Thomaskantor, Jean-Sébastien Bach, situé près du mur sud de l'église Saint-Thomas dans la ville allemande de Leipzig.

## Description
Une statue en bronze du compositeur, haute de 2,45 mètres, repose sur un piédestal, haute de 3,2 mètres, conçu par Otto Wilhelm Scharenberg. La statue a été réalisée par le sculpteur Carl Seffner grâce à un don de Franz Dominic Grassi à la ville de Leipzig. Le compositeur se tient devant l'orgue, comme s'il dirigeait l'orchestre ; au revers, un bas-relief représente l'ancien bâtiment de l'école Saint-Thomas qui se trouvait sur la partie ouest de la place et a été démoli en 1902. Le style architectural est néo-baroque, mais l'orgue présente des décorations Jugendstil.

## Histoire
L'idée d'ériger un nouveau monument à Bach est née à Leipzig en prévision du bicentenaire de sa naissance en 1885. Cependant, ce n'est qu'avec la reconstruction de l'église Saint-Jean (de) en 1894, lorsque les restes de Bach furent découverts et identifiés, que l'idée commença à se concrétiser. Les restes du compositeur furent réinhumés dans la crypte de l'église avec ceux de Christian Fürchtegott Gellert. Parallèlement, il fut proposé de créer une image sculpturale de Bach, positionnée symétriquement par rapport à l'épitaphe de Gellert déjà présente.
Cependant, l'idée d'ériger un monument dans l'église fut rapidement abandonnée, ce qui entraîna en 1899 des discussions sur l'emplacement du monument; la place devant l'église Saint-Thomas était l'une des meilleures options, car c'est là que Bach passa une grande partie de ses années à Leipzig.
Finalement, en 1901-1902, la ville reçut 5 000 marks-or de la fortune de Franz Dominic Grassi (en) pour la construction. En 1906, il fut également décidé d'ériger un monument devant l'église Saint-Thomas. Le nouveau monument fut inauguré le 17 mai 1908 à l'emplacement de l'ancien monument Leibniz.

## Divers
Le monument de Leibniz, inauguré en 1883, a été déplacé dans la cour du Paulinum (le bâtiment principal de l'université).
À Leipzig, il existe également un ancien monument de Bach (Altes Bachdenkmal), inauguré en 1843, qui se trouve sur le Promenadenring, du côté ouest de l'église Saint-Thomas, à seulement 50 mètres de la statue de Jean-Sébastien Bach.

### Musique en plein air
En 1979, le premier concert d'été de musique classique en plein air a eu lieu devant la statue de Jean-Sébastien Bach. Cela a marqué le début d'une tradition de nombreux concerts gratuits d'artistes internationaux chaque année.